# Карякин, Николай Александрович
Николай Александрович Карякин  (1902 — 1985) — специалист в области светотехники, доктор технических наук, профессор кафедры светотехники МЭИ, основоположник светотехнической науки в СССР.

## Биография
Николай Александрович Карякин родился в 1902 году.
В 1929 году окончил электротехнический факультет Московского высшего технического училища (ныне Московский государственный технический университет имени Н. Э. Баумана. По окоxнании института работал в Всесоюзном электротехническом институте (ВЭИ). В ВЭИ возглавил прожекторную лабораторию и 1930-1940 годах занимался  изучением процессов горения угольных дуг большой интенсивности. Под его руководством в институте создавалась методика расчета прожекторов с зеркальной и линзовой оптикой.
Область научных интересов: теория горения электрических дуг, метод элементарных изображений Чиколева и Бэнфорда, изучение влияния атмосферы на распространение и формирование светового пучка и др. Перед началом войны Н. Карякин опубликовал несколько статей «Световые авиамаяки», в которых описал методы расчета светового оборудования для авиационных трасс и для взлетно-посадочных полос самолетов.
В 1941 году Н. Карякин защитил докторскую диссертацию. Его работы были особенно актуальны в годы Великой Отечественной войны, когда прожекторы высокой интенсивности светового луча использовались для световой сигнализации и прожекторной локации.
За работы по созданию дуг высокой интенсивности, используемых в прожекторах, Николай Александрович Карякинв в 1946 году был удостоен Государственной премии СССР.
С 1931 года Н. А. Карякин занимался преподавательской деятельностью в Московском энергетическом институте на кафедре светотехники и источников света.

## Награды и звания
- Орден Ленина.
- Орден Трудового Красного Знамени.
- Государственная премия СССР (1946)

## Труды
- Монография «Угольная дуга высокой интенсивности» (1941).
- Учебное пособие «Проекторы» (1944).
- «Световые приборы прожекторного и проекторного типов» (1966).
- «Световые приборы» (1975).